# Open di Francia 2018 - Doppio leggende femminile
Tracy Austin e Kim Clijsters erano le detentrici del titolo, ma hanno deciso di non partecipare insieme. Austin ha giocato con Lindsay Davenport ma sono state eliminate nella fase a gironi. Clijsters ha giocato con Nathalie Tauziat ma sono state sconfitte in finale da Nathalie Dechy e Amélie Mauresmo con il punteggio di 6(4)–7, 6–4, [15–13].

## Tabellone

### Legenda
| - Q = Qualificato - WC = Wild card - LL = Lucky loser | - ALT = Alternate - SE = Special Exempt - PR = Protected Ranking | - w/o = Walkover - r = Ritirato - d = Squalificato |

### Finale
|  | Finale |                                |    |   |      |  |
|  |        |                                |    |   |      |  |
|  | A2     | Kim Clijsters Nathalie Tauziat | 7  | 4 | [13] |  |
|  | B2     | Nathalie Dechy Amélie Mauresmo | 64 | 6 | [15] |  |

### Gruppo A
|    |                                    | M Bartoli M Navratilova | K Clijsters N Tauziat | I Majoli A Sánchez Vicario | RR V-P | Set V-P | Game V-P | Pos. |
| A1 | Marion Bartoli Martina Navrátilová |                         | 1–6, 2–6              | 6–3, 6–3                   | 1–1    | 2–2     | 15–18    | 2    |
| A2 | Kim Clijsters Nathalie Tauziat     | 6–1, 6–2                |                       | 6–2, 6–4                   | 2–0    | 4–0     | 24–9     | 1    |
| A3 | Iva Majoli Arantxa Sánchez Vicario | 3–6, 3–6                | 2–6, 4–6              |                            | 0–2    | 0–4     | 12–24    | 3    |

La classifica viene stilata in base ai seguenti criteri: 1) Numero di vittorie; 2) Numero di partite giocate; 3) Scontri diretti (in caso di due giocatori pari merito); 4) Percentuale di set vinti o di game vinti (in caso di tre giocatori pari merito); 5) Decisione della commissione

### Gruppo B
|    |                                   | T Austin L Davenport | N Dechy A Mauresmo  | C Martínez S Testud | RR V-P | Set V-P | Game V-P | Pos. |
| B1 | Tracy Austin Lindsay Davenport    |                      | 2–6, 2–6            | 6–4, 6–3            | 1–1    | 2–2     | 16–19    | 2    |
| B2 | Nathalie Dechy Amélie Mauresmo    | 6–2, 6–2             |                     | 6–4, 6(5)–7, [10–7] | 2–0    | 4–1     | 25–15    | 1    |
| B3 | Conchita Martínez Sandrine Testud | 4–6, 3–6             | 4–6, 7–6(5), [7–10] |                     | 0–2    | 1–4     | 18–25    | 3    |

La classifica viene stilata in base ai seguenti criteri: 1) Numero di vittorie; 2) Numero di partite giocate; 3) Scontri diretti (in caso di due giocatori pari merito); 4) Percentuale di set vinti o di game vinti (in caso di tre giocatori pari merito); 5) Decisione della commissione